# (33430) 1999 EH
1999 EH (asteroide 33430) é um asteroide da cintura principal. Possui uma excentricidade de 0.09318280 e uma inclinação de 2.71556º.
Este asteroide foi descoberto no dia 7 de março de 1999 por John Broughton em Reedy Creek.